# Ariane 1
L'Ariane 1 è stato il primo missile della famiglia di lanciatori Ariane. L'Ariane è stato progettato principalmente per mettere in orbita due o più satelliti di telecomunicazioni ad ogni lancio, riducendo così i costi. Con il crescere delle dimensioni dei satelliti, l'Ariane 1 è stato sostituito dai più potenti lanciatori Ariane 2 e Ariane 3.
Le operazioni di lancio e di commercializzazione erano gestite dalla Arianespace SA, una società controllata dell'Agenzia Spaziale Europea (ESA) che utilizzava come base di lancio il Centre spatial guyanais a Kourou nella Guyana francese.

## Il progetto Ariane
Ariane 1 è stato il primo veicolo di lancio ad essere sviluppato dall'Agenzia Spaziale Europea su proposta del CNES.
Il nome in codice del programma era L3S (l'acronimo francese per missili di terza generazione: Lanceur de 3e génération de substitution). Il nome Ariane (nome francese della mitologica Arianna) venne dato dal ministro francese responsabile del progetto Jean Charbonnel, amante dei classici.
Lo sviluppo del veicolo fu autorizzato nel luglio 1973. Il costo del programma era stimato in 2 miliardi di euro.

Il sito di lancio usato per il lanciatore Europa fu adattato e rinominato ELA-1. Il processo di lancio tra la costruzione del vettore alla Aérospatiale, nello stabilimento di Les Mureaux, e il lancio da Kourou richiedeva diversi mesi. Gli stadi dell'Ariane erano inviati su chiatte lungo la Senna fino a Le Havre dove, con una nave, venivano inviati a Kourou. Qui in un silo munito di aria condizionata il vettore era montato e, in camera bianca, veniva montato e controllato il carico utile.

## Caratteristiche tecniche

Spaccato con descrizione di un Ariane 1

Ariane I aveva una lunghezza complessiva di 47,4 metri, un diametro di 3,8 metri.
La massa al decollo di 210 000 kg (463 0000 lb), l'Ariane 1 era in grado di effettuare un trasferimento in orbita geostazionaria (GTO) uno o più satelliti con un peso massimo complessivo di 1 850 kg (4 079 lb).

L'Ariane 1 era un razzo a quattro stadi (il quarto stadio portava i satelliti dalla GTO all'orbita geostazionaria (GEO) e di solito non era considerato parte del lanciatore, perché era incluso nelle 1,85 tonnellate di carico utile):
- Il primo stadio era equipaggiato con 4 motori Viking sviluppati dalla Société Européenne de Propulsion (ora assorbita dalla Snecma); utilizzava un propellente liquido costituito da tetraossido di diazoto e dimetilidrazina asimmetrica (UDMH).
- Il secondo stadio era dotato di un singolo motore Viking e usava lo stesso propellente del primo stadio.
- Il terzo stadio utilizza un motore bipropellente (ossigeno liquido e idrogeno liquido abbreviato in LOX/LH2) capace di una spinta di 7 000 kgf (69 Kilonewton).
- Il quarto stadio era costituito da un razzo a propellente solido, il Mage-1, che produceva una spinta di 2 039 kgf (20 kN).

Questa struttura fu mantenuta nella serie Ariane fino all'Ariane 4.

## Storia dei lanci
Il primo lancio avvenuto il 24 dicembre 1979 è stato un successo.
Il secondo lancio, nel 1980, fallì poco dopo il decollo a causa di una instabilità di combustione in uno dei motori Viking del primo stadio.
Il terzo lancio riuscì, mettendo in orbita tre satelliti, e il quarto e ultimo lancio di qualifica fu anche un successo.
Durante il lancio successivo, il primo commerciale, il razzo cessò di funzionare dopo 7 minuti di volo a causa di un guasto alla turbopompa del terzo stadio. Dopo una revisione completa del lanciatore, i successivi 6 lanci avvennero tutti con successo.
Il primo satellite indiano per telecomunicazioni, l'APPLE, è stato lanciato e posto in orbita geostazionaria il 19 giugno 1981.
La sonda spaziale della Missione Giotto è stata lanciata con successo dal decimo Ariane 1 (volo V-14) il 2 luglio 1985.
Il primo satellite SPOT è stato posto in orbita dall'undicesimo ed ultimo lancio dell'Ariane 1, che avvenne il 22 febbraio 1986.

## Cronologia dei lanci
| Volo | Data              | Piattaforma di lancio | Carico utile                                | Risultato  | Note |
| ---- | ----------------- | --------------------- | ------------------------------------------- | ---------- | --- |
| L-01 | 24 dicembre 1979  | ELA-1                 | CAT-1                                       | Riuscito   | Primo volo. Oltre al CAT-1 furono aggiunti 600 kg di una lega di alluminio per simulare il peso di un satellite.                        |
| L-02 | 23 maggio 1980    | ELA-1                 | Firewheel Subsat-1, 2, 3, 4 Amsat P3A CAT 2 | Insuccesso | Instabilità della combustione in uno dei motori Viking del primo stadio                                                                 |
| L-03 | 19 giugno 1981    | ELA-1                 | Meteosat 2 Apple CAT 3                      | Riuscito   | |
| L-04 | 20 dicembre 1981  | ELA-1                 | Marecs 1 CAT 4                              | Riuscito   | |
| L-5  | 10 settembre 1982 | ELA-1                 | Marecs-B Sirio 2                            | Insuccesso | Primo lancio commerciale. Il razzo ha cessato di funzionare dopo 7 minuti di volo a causa di un guasto alla turbopompa del terzo stadio |
| L-6  | 16 giugno 1983    | ELA-1                 | ECS 1 AMSAT P3B (Oscar 10)                  | Riuscito   | |
| L-7  | 19 ottobre 1983   | ELA-1                 | Intelsat 507                                | Riuscito   | |
| L-8  | 5 febbraio 1984   | ELA-1                 | Intelsat 508                                | Riuscito   | |
| V-9  | 23 maggio 1984    | ELA-1                 | Spacenet 1                                  | Riuscito   | |
| V-14 | 2 luglio 1985     | ELA-1                 | Sonda spaziale della Missione Giotto        | Riuscito   | |
| V-15 | 22 febbraio 1986  | ELA-1                 | SPOT 1 Viking                               | Riuscito   | Ultimo volo |